# Josef Pacák
Josef Pacák (26. září 1927 – 2. června 2010) byl profesor organické chemie na Přírodovědecké fakultě Univerzity Karlovy v Praze, kde pracoval nejprve jako asistent (1950), později jako docent (1964). Hodnost doktora věd získal obhajobou práce z oboru fluorovaných sacharidů (1987), profesorem byl jmenován roku 1990.
Během svého působení na UK publikoval desítky původních vědeckých prací, napsal téměř 30 učebních textů. Je autorem nebo spoluautorem více než 12 knižních publikací, které se staly pro svou srozumitelnost a přehlednost oblíbenými zejména mezi středoškolskými a vysokoškolskými studenty; některé z nich byly vydány v zahraničí. Řadu let byl i autorem úloh z organické chemie pro účastníky Chemické olympiády, za což byl vyznamenán ministrem školství (1992).
V letech 1962–1963 přednášel na Universidad de Oriente v Santiago de Cuba, kde byl jmenován čestným profesorem. V roce 2004 byl vyznamenán kolumbijským řádem Al Merito za účast na založení celostátní soutěže Premio Iberoamericano, určenou studentům španělštiny a portugalštiny.
Za významný podíl na vývoji pozitronové emisní tomografie (PET), první syntézu fluorglukosy (jejímž analogem je 18F-FDG), mu bylo roku 2003 uděleno čestné členství České lékařské společnosti JEP, a to její Společností nukleární medicíny. Z téhož důvodu byl nominován na velmi prestižní cenu „Japan Price 2003“, udělovanou samotným japonským císařem. Kromě organické chemie se zabýval také problematikou výuky chemie, a proto je dobře známý mezi středoškolskými pedagogy.
Vedoucím katedry chemie na Pedagogické fakultě UK byl v letech 1965-1967, vedoucím katedry učitelství a didaktiky chemie na Přírodovědecké fakultě UK v letech 1990-1994. Vrcholem jeho řídící činnosti byla funkce prorektora Univerzity Karlovy (1990–1994).
Za svou práci byl odměněn cenou Českého literárního fondu, zlatou medailí Přírodovědecké fakulty Univerzity Karlovy a stříbrnou i zlatou medailí téže univerzity.